# Cuca (okręg Gałacz)
Cuca – wieś w Rumunii, w okręgu Gałacz, w gminie Cuca. W 2011 roku liczyła 2150 mieszkańców.